# 4256 Kagamigawa
4256 Kagamigawa è un asteroide della fascia principale. Scoperto nel 1986, presenta un'orbita caratterizzata da un semiasse maggiore pari a 2,3518010 UA e da un'eccentricità di 0,0696588, inclinata di 3,04390° rispetto all'eclittica.